# André Gutton
Pour les articles homonymes, voir Gutton.
André Gutton, né en 1904 et mort en 2002, est un architecte et urbaniste français.

## Biographie
Architecte des bâtiments civils et palais nationaux à partir de 1936, il a eu la responsabilité des bâtiments de l'Institut de France de 1943 à 1969 et de l'Opéra de Paris. Il eut aussi une activité d'urbaniste, notamment à Alep, en Syrie. Il a également été professeur à l'École nationale supérieure des Beaux-Arts (1949-1958) et à l'Institut d'urbanisme de l'Université de Paris (1944-1952). Le 9 mars 1945, sous la signature du ministre de l'urbanisme Dautry, il fut désigné et reçut la mission de réviser le plan d'urbanisme de la ville de Boulogne-Billancourt qui venait d'être déclarée « zone sinistrée à reconstruire ». Ce plan fut approuvé par arrêté du 13 octobre 1948. Il demeura une dizaine d’années dans cette ville. Il y réalisa entre autres une maquette d’aménagement pour la tête du Pont de Sèvres, le programme de l’ensemble de bâtiments collectifs du square des frères Farman destiné au relogement de sinistrés des bombardements durant la Seconde Guerre mondiale.
Il est le fils de l'architecte Henry Gutton de l'École de Nancy, né à Paris en 1874 et mort à Montmorency en 1963, et le petit neveu de Henri Gutton architecte de l'art nouveau, né en 1851, à Paris et décédé en 1933 à Nancy.

## Principales réalisations
- 1953 - Bureau de poste, boulevard de Bonne-Nouvelle à Paris (à la place du Bazar Bonne-Nouvelle) avec Joseph Bukiet
- 1978 - Église anglicane Saint-Georges, 7, rue Auguste-Vacquerie, Paris 16e

## Décoration
- Chevalier de l'ordre du Mérite postal (1961)[3]

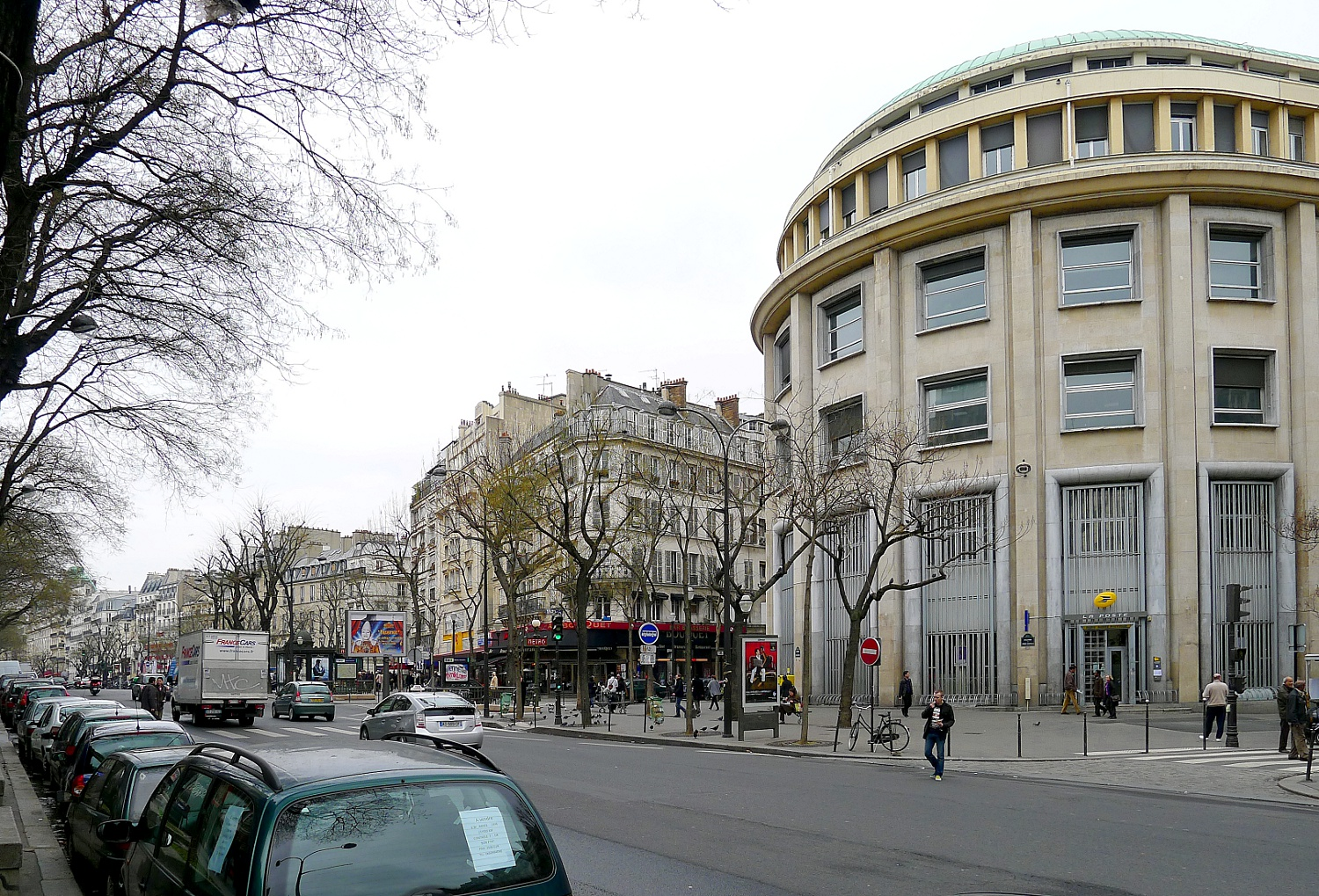
La poste boulevard de Bonne-Nouvelle